# أبطال (فلم 1977)
أبطال (بالإنجليزية: Heroes) فيلم دراما أمريكي صدر عام 1977، من إخراج جيريمي كاغان وبطولة هنري وينكلر، سالي فيلد وهاريسون فورد (في أول ظهور له بعد فيلم حرب النجوم). وينكلر يلعب دور محارب قديم في حرب الفيتنام ومصاب بإضطراب ما بعد الصدمة، يبدأ البحث عن شخص من وحدته العسكرية كان قد خدم معه في الفيتنام.

## روابط خارجية
- مقالات تستعمل روابط فنية بلا صلة مع ويكي بيانات